# Římskokatolická farnost Letov
Římskokatolická farnost Letov (lat. Ledavia) je církevní správní jednotka sdružující římské katolíky na území místní části Letov a v jejím okolí. Organizačně spadá do lounského vikariátu, který je jedním z 10 vikariátů litoměřické diecéze. Centrem farnosti je kostel Navštívení Panny Marie v Letově.

## Historie farnosti
Tzv. stará farnost vznikla kolem roku 1600. Matriky jsou vedeny od roku 1714. Nově farnost kanonicky existuje od roku 1772.

### Duchovní správcové vedoucí farnost
Začátek působnosti jmenovaného v duchovní správě farnosti od:
- 1765   Carolus Dotzauer
- 1785   Thadd. Heger, † 31. 6. 1813
- 1814   par. vacat
- 1815   Ignat. Wikupp, n. 6. 10. 1759 Leitmeritz, o. 11. 10. 1785, † 17. 11. 1833
- 1832   Jos. Koerner, n. 23. 9. 1789 Dehlavien., o. 14. 8. 1814, † 1858
- 1841   Franc. Krumpigl, n. 18. 2. 1793 Kommerbursch., o. 15. 8. 1816, † 14. 1. 1872
- 1873   Wenc. Mlady, n. 16. 10. 1837 Neusattl, o. 31. 7. 1862, † 4. 7. 1914
- 1908   par. vacat, admin. inter. Ferd. Endl
- 1909   Rud. Schneider, n. 27. 3. 1879 Molschen, o. 28. 9. 1901, † 7. 12. 1949
- 1. 10. 1943 par. vacat, admin. Ernest. Siegl
- 1. 8.  1947    František Hrubý
- 1. 8.  1974    Josef Petrucha
- 1. 12. 1980   František Gavlák
- 1. 3.  1988    Josef Dolista
- 1. 12. 1988   Pavel Bohumil Petřina O. Praem.
- 1. 11. 1990   Václav Vávra CSsR
- 1. 7. 1993 Aleksander Siudzik, CSsR, admin. exc. z Podbořan[3]

Kromě kněží stojících v čele farnosti, působili ve farnosti v průběhu její historie i jiní kněží. Většinou pracovali jako farní vikáři, kaplani, katecheté, výpomocní duchovní aj.

## Území farnosti
Do farnosti náleží území obce:
- Letov (Letau, Ledau)[p 2]

## Římskokatolické sakrální stavby na území farnosti
| | Fotografie | Stavba                        | Místo  | Bohoslužby                      | Zeměpisné souřadnice            | Status          | Číslo kulturní památky           |
| Kostel | Kostel     | Kostel                        | Kostel | Kostel                          | Kostel                          | Kostel          | Kostel                           |
| --- | ---------- | ----------------------------- | ------ | ------------------------------- | ------------------------------- | --------------- | -------------------------------- |
| 1. |            | Kostel Navštívení Panny Marie | Letov  | bližší informace o bohoslužbách | 50°14′4″ s. š., 13°26′40″ v. d. | farní kostel    | 43563/5-1345 (Pk•MIS•Sez•Obr•WD) |
| Kaple |            |                               |        |                                 |                                 |                 |                                  |
| 2. |            | Kaple s hrobkou               | Letov  | bohoslužby příležitostně        | 50°14′2″ s. š., 13°26′38″ v. d. | kaple s kryptou | 42860/5-1346 (Pk•MIS•Sez•Obr•WD) |
| Některé drobné sakrální stavby a pamětihodnosti lze dohledat zde v databázi Drobné sakrální památky Zaniklé sakrální stavby lze dohledat zde v databázi Poškozené a zničené kostely, kaple a synagogy v České republice |            |                               |        |                                 |                                 |                 |                                  |

Ve farnosti se mohou nacházet i další drobné sakrální stavby, místa římskokatolického kultu a pamětihodnosti, které neobsahuje tato tabulka.

## Příslušnost k farnímu obvodu
Z důvodu efektivity duchovní správy byl vytvořen farní obvod (kolatura) farnosti – děkanství Podbořany, jehož součástí je i farnost Letov, která je tak spravována excurrendo.